# Pelinovo
Pelinovo este un sat din comuna Kotor, Muntenegru. Conform datelor de la recensământul din 2003, localitatea are 71 de locuitori (la recensământul din 1991 erau 174 de locuitori).

## Demografie
În satul Pelinovo locuiesc 52 de persoane adulte, iar vârsta medie a populației este de 37,0 de ani (34,3 la bărbați și 39,5 la femei). În localitate sunt 18 gospodării, iar numărul mediu de membri în gospodărie este de 3,94.
Această localitate este populată majoritar de sârbi (conform recensământului din 2003).
|  |

| Demografie | Demografie | Demografie |
| An         | Locuitori  | Locuitori  |
| ---------- | ---------- | ---------- |
|            |            |            |
|            |            |            |
|            |            |            |
|            |            |            |
| 1948       | 98         |            |
| 1953       | 104        |            |
| 1961       | 98         |            |
| 1971       | 95         |            |
| 1981       | 160        |            |
| 1991       | 174        | 173        |
| 2003       | 71         | 71         |

| \| Componența etnică conform recensământului din 2003[2] \| Componența etnică conform recensământului din 2003[2] \| Componența etnică conform recensământului din 2003[2] \| Componența etnică conform recensământului din 2003[2] \| Componența etnică conform recensământului din 2003[2] \| \| ----------------------------------------------------- \| ----------------------------------------------------- \| ----------------------------------------------------- \| ----------------------------------------------------- \| ----------------------------------------------------- \| \| \| \| \| \| \| \| Sârbi \| Sârbi \| \| 63 \| 88,73% \| \| Muntenegreni \| Muntenegreni \| \| 4 \| 5,63% \| \| Musulmani \| Musulmani \| \| 1 \| 1,4% \| \| necunoscută \| necunoscută \| \| 1 \| 1,4% \| |              |  |    |        |
| Componența etnică conform recensământului din 2003 |              |  |    |        |
| |              |  |    |        |
| Sârbi | Sârbi        |  | 63 | 88,73% |
| Muntenegreni | Muntenegreni |  | 4  | 5,63%  |
| Musulmani | Musulmani    |  | 1  | 1,4%   |
| necunoscută | necunoscută  |  | 1  | 1,4%   |